# دهستان بیضا
دهستان بیضا، یکی از دهستان‌های بخش مرکزی شهرستان بیضا در استان فارس ایران است. مرکز این دهستان، شهر بیضا است.

## جمعیت
بر پایه سرشماری عمومی نفوس و مسکن در سال ۱۳۹۵، جمعیت دهستان بیضا برابر با ۹٬۶۷۱ نفر بوده است.